# 茨城県道・千葉県道260号谷原息栖東庄線

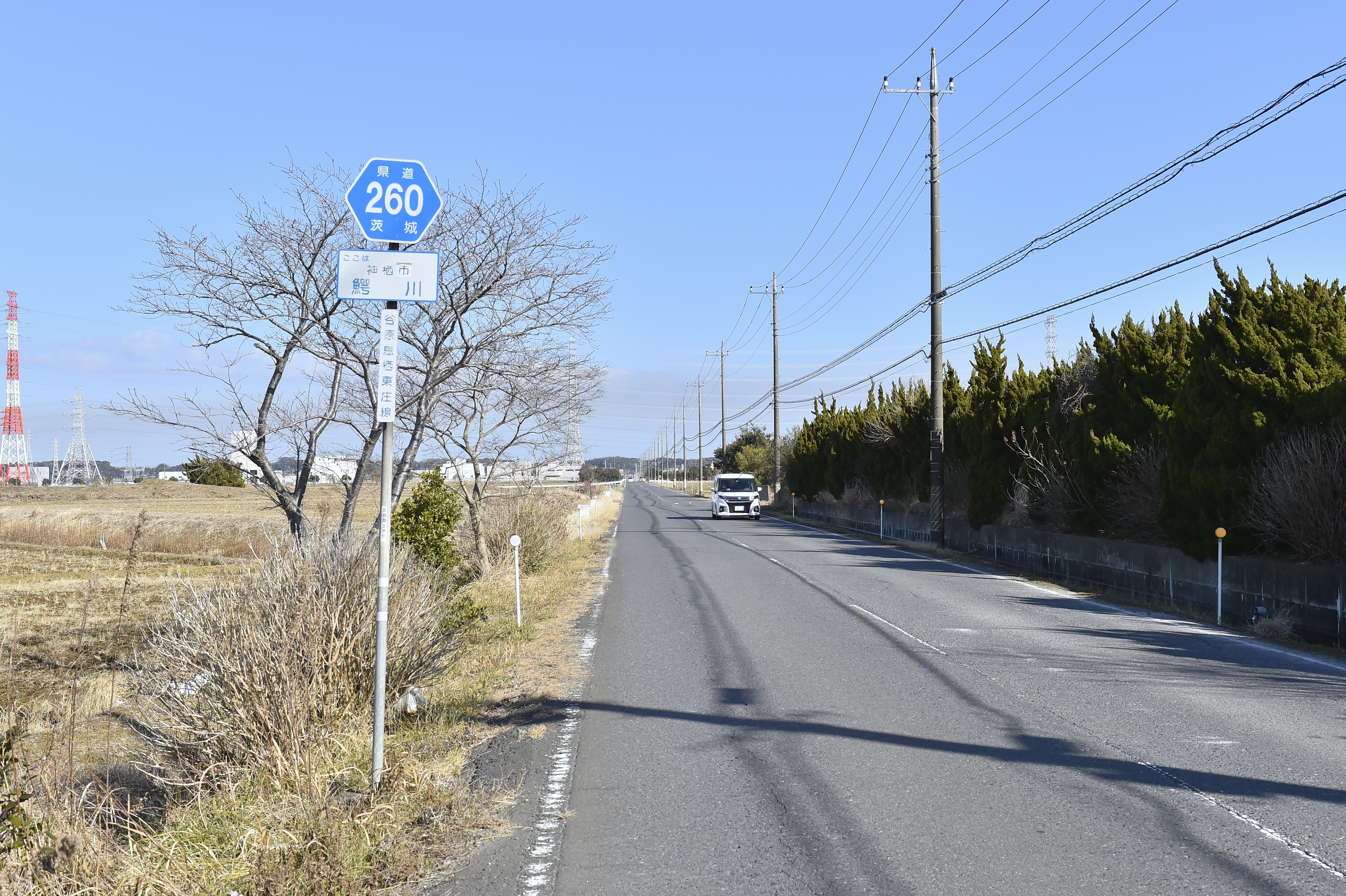
茨城県道260号谷原息栖東庄線
神栖市鰐川（2022年1月）

茨城県道・千葉県道260号谷原息栖東庄線 （いばらきけんどう・ちばけんどう260ごう やわらいきすとうのしょうせん）は、茨城県鹿嶋市から茨城県神栖市を経由して千葉県東庄町に至る一般県道である。

## 概要
- 起点：茨城県鹿嶋市谷原（茨城県道238号須賀北埠頭線交点）[1]
- 終点：千葉県東庄町新宿（国道356号交点）
- 総延長：19.863 km（茨城県区間：18.293 km[2]、千葉県区間：1.572 km[3]）
- 重用延長：1.357 km（茨城県区間：1.357 km[2]、千葉県区間：0.0 km）
- 未供用延長：なし（茨城県区間：0.0 km[2]、千葉県区間：0.0 km）
- 実延長：18.508 km（茨城県区間：16.936 km[2]、千葉県区間：1.572 km[3]）
- 自動車交通不能区間延長[注釈 1]：なし（茨城県区間：0.0 km[2]、千葉県区間：*.* km）

## 歴史
1974年（昭和49年）10月4日、前身にあたる県道須賀息栖東庄線（整理番号256、茨城県鹿島郡鹿島町大字須賀 - 千葉県香取郡東庄町）が廃止され、起点を茨城県鹿島郡鹿島町大字谷原（現：鹿嶋市谷原）、終点を千葉県香取郡東庄町を区間とする県道谷原息栖東庄線が路線認定される。のちに、整理番号260に変更され現在に至る。

### 年表
- 1959年（昭和34年）10月14日：本路線の前々身にあたる県道須賀息栖日川線（茨城県鹿島郡鹿島町須賀 - 鹿島郡神栖村息栖 - 鹿島郡神栖村日川、図面対照番号199）が路線認定[7]。
- 1967年（昭和42年）12月11日
  - 本路線の前身にあたる県道須賀息栖東庄線（茨城県鹿島町須賀 主要地方道茨城鹿島線分岐 - 千葉県東庄町新宿）が茨城県により路線認定される[8]。
  - 同時に、その前身であった県道須賀息栖日川線が廃止される[9]。
- 1971年（昭和46年）：常陸川大橋が開通する。
- 1971年（昭和46年）12月：利根川大橋が開通する。
- 1972年（昭和47年）10月19日：常陸川大橋・利根川大橋を、須賀息栖東庄線のルートに指定[10]。
- 1974年（昭和49年）10月4日：県道谷原息栖東庄線（整理番号256）が路線認定される[5][6]。
- 1975年（昭和50年）3月31日：茨城県内の道路区域（鹿島郡鹿島町大字谷原字浦田880番から鹿島郡波崎町大字太田千葉県界まで、延長17.976 km）が決定する[1]。
- 1975年（昭和50年）4月1日：茨城県内の道路供用開始（鹿島郡鹿島町大字谷原字浦田880番から鹿島郡波崎町大字太田千葉県界まで、延長17.976 km）[11]。
- 1995年（平成7年）3月30日：茨城県区間において、整理番号が整理番号256から現在の番号（整理番号260）に変更される[12]。

## 路線状況
基本は対向2車線の道路だが、神栖市下幡木 - 神栖市萩原の区間はセンターラインなしの1車線の区間が続く。特に神栖市高浜 - 石神 - 芝崎 - 萩原の各地区は生垣集落のなかを県道が通過し普通車でもすれ違いに注意を要するほど狭い為、大型車は通行ができない。
終点近くの常陸利根川と利根川の渡河では、地元で通称逆水門と呼ばれる河口堰上が道路となる構造の橋が架かっていることが特徴で、重量制限14tの交通規制中である。
道路法の規定に基づき、茨城県内の鹿嶋市鰐川（鰐川浄水場） - 神栖市下幡木（下幡木交差点）間は、緊急輸送道路として機能を維持するため、災害発生時の被害拡大防止を目的に道路用地内に電柱を建てることが制限されている。

### 道路施設
- 谷原橋（掘割川、鹿嶋市大字鰐川）
- 常陸川大橋（常陸利根川、神栖市）1971年（昭和46年）3月竣工
- 利根川大橋（利根川、茨城県神栖市 - 千葉県東庄町県境）1971年（昭和46年）3月竣工
- 黒部川大橋（黒部川、東庄町）1971年（昭和46年）3月竣工

## 地理

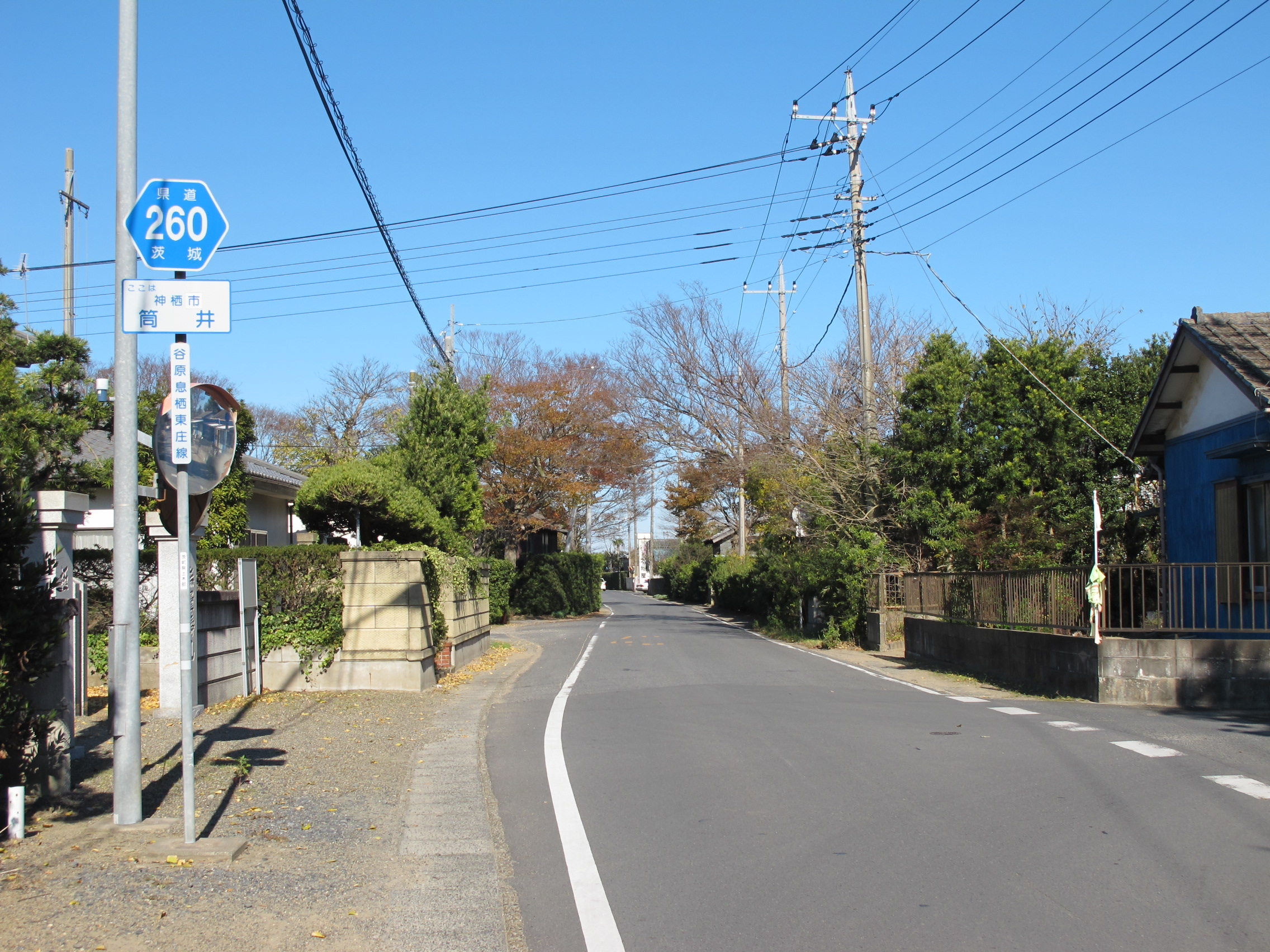
神栖市筒井（2013年11月）

### 通過する自治体
- 茨城県
  - 鹿嶋市 - 神栖市
- 千葉県
  - 東庄町

### 交差する主な道路
- 茨城県道350号平泉潮来線（神栖市鰐川 - 神栖市鰐川　重複区間）
- 茨城県道256号鹿島港潮来インター線（神栖市下幡木）
- 茨城県道50号水戸神栖線（神栖市筒井）
- 千葉県道・茨城県道44号成田小見川鹿島港線（神栖市息栖）

### 沿線
- 息栖神社（神栖市息栖）